# Neocatolaccus africanus
Neocatolaccus africanus är en stekelart som beskrevs av Jean Risbec 1957. Neocatolaccus africanus ingår i släktet Neocatolaccus och familjen puppglanssteklar.
Artens utbredningsområde är Rwanda. Inga underarter finns listade i Catalogue of Life.